# 辻亨
辻 亨（つじ とおる、1939年2月10日 - ）は、日本の実業家。丸紅代表取締役社長や、同社代表取締役会長を務めた。

## 人物・経歴
大分県出身。1961年東京大学法学部卒業、丸紅飯田（現丸紅）に入社。1991年取締役に昇格。1995年常務取締役。1996年代表取締役常務取締役。代表取締役専務取締役物資・建設部門統括役員を経て、1999年から代表取締役社長を務め、アジア通貨危機後の不況への対応を行った。2003年代表取締役会長。2004年取締役会長。2008年相談役。2011年大成建設取締役。2012年丸紅名誉理事。2020年11月、旭日重光章受章。